# Carla Alverà
Carla Alverà (Pieve di Cadore, 22 agosto 1964) è una giocatrice di curling italiana, di Cortina d'Ampezzo del Curling Club Dolomiti.

## Carriera agonistica

### Nazionale
Il suo esordio con la nazionale italiana di curling è stato il campionato europeo del 1996, disputato a Copenaghen, in Danimarca: in quell'occasione l'Italia si piazzò al nono posto. Con la nazionale femminile partecipa a 2 campionati europei.
In totale Carla vanta 13 presenze in azzurro. Il miglior risultato dell'atleta è il nono posto ottenuto ai campionati europei del 1996 disputati a Copenaghen, in Danimarca.
CAMPIONATI
Nazionale femminile:
- Europei
  - 1996 Copenaghen ( Danimarca) 9°
  - 1997 Füssen ( Germania) 11°

### Campionati italiani
Carla ha preso parte ai campionati italiani di curling inizialmente con il Curling Club New Wave poi con il Curling Club Olimpia ed infine con il Curling Club Dolomiti ed è stata più volte campionessa d'Italia:
- Italiani assoluti
  - 1994  con  Gianna di Lorenzo, Sandra Ruatti e Cristina Alverà (CC New Wave)
  - 1998  (CC Olimpia)

## Altro
Carla è sorella della giocatrice di curling Cristina Alverà